# Salim Boumechra
 (décembre 2018).
Salim Boumechra est un footballeur algérien né le 28 avril 1983 à Oran. Il évolue au poste d'attaquant.

## Biographie
En décembre 2007, il est pressenti pour rejoindre les clubs de Ligue 1 française du SM Caen et du RC Lens. Cependant, une blessure empêche la transaction de se conclure. 
Entre 2009 et 2016, il joue 174 matchs en première division algérienne, inscrivant 25 buts. Il inscrit notamment 11 buts lors de la saison 2010-2011.

## Palmarès
- Champion d'Algérie en 2010 avec le MC Alger.
- Finaliste de la coupe d'Algérie en 2011 avec l'USM El Harrach.
- Accession en Ligue 1 en 2006 avec l'ASM Oran.